# Philadelphia Union 2014
Questa voce raccoglie le informazioni riguardanti il Philadelphia Union nelle competizioni ufficiali della stagione 2014.

## Stagione
La stagione risulta essere anonima, testimoniata dalle sole cinque vittorie conseguite nelle prime venti giornate di campionato. A fine stagione regolare la squadra si classifica al dodicesimo posto mancando la qualificazione ai play-off. Diverso dall'andamento in campionato è il percorso in coppa nazionale, in cui arriva fino alla finale, perdendola per 1-3 contro il Seattle Sounders.

## Maglie e sponsor
Lo sponsor tecnico è Adidas e il main sponsor Grupo Bimbo.
| Casa | Trasferta | Terza maglia |

## Organico
Aggiornata al 20 aprile.

### Rosa 2014
| N. |                         | Ruolo | Calciatore        |
| -- | ----------------------- | ----- | ----------------- |
| 1  | Giamaica (bandiera)     | P     | Andre Blake       |
| 4  | Stati Uniti (bandiera)  | D     | Austin Berry      |
| 5  | Francia (bandiera)      | C     | Vincent Nogueira  |
| 6  | Stati Uniti (bandiera)  | A     | Conor Casey       |
| 7  | Stati Uniti (bandiera)  | C     | Brian Carroll     |
| 9  | Stati Uniti (bandiera)  | A     | Andrew Wenger     |
| 10 | Argentina (bandiera)    | C     | Cristian Maidana  |
| 11 | Francia (bandiera)      | A     | Sébastien Le Toux |
| 12 | Stati Uniti (bandiera)  | A     | Aaron Wheeler     |
| 13 | Sierra Leone (bandiera) | C     | Michael Lahoud    |
| 14 | Stati Uniti (bandiera)  | D     | Amobi Okugo       |
| 15 | Stati Uniti (bandiera)  | D     | Ethan White       |
| 16 | Stati Uniti (bandiera)  | D     | Richie Marquez    |
| 18 | Stati Uniti (bandiera)  | P     | Zac MacMath       |

| N. |                              | Ruolo | Calciatore       |
| -- | ---------------------------- | ----- | ---------------- |
| 19 | Stati Uniti (bandiera)       | C     | Corben Bone      |
| 20 | Stati Uniti (bandiera)       | C     | Jimmy McLaughlin |
| 21 | Stati Uniti (bandiera)       | C     | Maurice Edu      |
| 22 | Brasile (bandiera)           | C     | Leo Fernandes    |
| 24 | Stati Uniti (bandiera)       | P     | Brian Holt       |
| 25 | Stati Uniti (bandiera)       | D     | Sheanon Williams |
| 26 | Trinidad e Tobago (bandiera) | C     | Keon Daniel      |
| 27 | Stati Uniti (bandiera)       | C     | Zach Pfeffer     |
| 28 | Stati Uniti (bandiera)       | D     | Ray Gaddis       |
| 29 | Francia (bandiera)           | C     | Antoine Hoppenot |
| 33 | Brasile (bandiera)           | D     | Fabinho          |
| 44 | Stati Uniti (bandiera)       | C     | Danny Cruz       |
| 45 | Algeria (bandiera)           | P     | Raïs M'Bolhi     |